# Tsovagyugh
Tsovagyugh (en arménien Ծովագյուղ ; jusqu'en 1935 Chibukhlu et Karatap) est une communauté rurale du marz de Gegharkunik, en Arménie. Elle compte 4 208 habitants en 2008.
Elle est traversée par la M14.